# Babi Honório
Bárbara Generoso Honório de Queiroz -conocida como Babi Honório- (Americana, 30 de julio de 1985) es una jugadora brasileña de baloncesto que ocupa la posición de base.
Fue parte de la Selección femenina de baloncesto de Brasil con la que alcanzó la medalla de bronce en los Juegos Panamericanos de 2011 en Guadalajara, México; además, participó en el preolímpico de las Américas realizado en Colombia el 2011, aunque no figuró dentro del grupo de jugadoras que asistió a los Juegos Olímpicos de Londres 2012.